# Yungipicus kizuki
El pico kizuki (Yungipicus kizuki) es una especie de ave piciforme de la familia Picidae que habita en el este de Asia. Es nativo del noreste de China, Corea, Japón y el extremo suroriental de Rusia.

## Taxonomía
Se reconocen las siguientes subespecies:
- Yungipicus kizuki amamii (Kuroda, 1922)
- Yungipicus kizuki kizuki (Temminck, 1836)
- Yungipicus kizuki kotataki (Kuroda, 1922)
- Yungipicus kizuki matsudairai (Kuroda, 1921)
- Yungipicus kizuki nigrescens (Seebohm, 1887)
- Yungipicus kizuki nippon (Kuroda, 1922)
- Yungipicus kizuki orii (Kuroda, 1923)
- Yungipicus kizuki permutatus (Meise, 1934)
- Yungipicus kizuki seebohmi (Hargitt, 1884)
- Yungipicus kizuki shikokuensis (Kuroda, 1922)

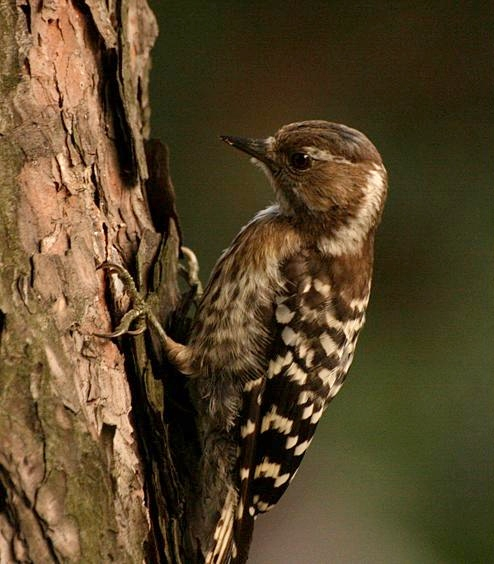
D. kizuki en Corea del Sur.